# Richwood (Ohio)
Richwood é uma vila localizada no estado norte-americano de Ohio, no Condado de Union.

## Demografia
Segundo o censo norte-americano de 2000, a sua população era de 2156 habitantes.
Em 2006, foi estimada uma população de 2150, um decréscimo de 6 (-0.3%).

## Geografia
De acordo com o United States Census Bureau tem uma área de
3,1 km², dos quais 3,1 km² cobertos por terra e 0,0 km² cobertos por água. Richwood localiza-se a aproximadamente 299 m acima do nível do mar.

## Localidades na vizinhança
O diagrama seguinte representa as localidades num raio de 20 km ao redor de Richwood.